# Festividades judías
Las festividades judías se refieren a la conmemoración de uno o más días observados por el pueblo judío, tanto para fiestas religiosas como laicas, para el recuerdo de un acontecimiento importante en la historia judía. En función de su naturaleza, estas fiestas pueden ser llamadas en hebreo yom tov («buen día»; yidis: yontif) o jag («fiesta»), así como ta'anit («ayuno»). En general, los orígenes de las diversas festividades judías se pueden encontrar en las bíblicas mitzvot («mandamientos»), en los mandatos rabínicos y en la historia del moderno Estado de Israel.

## Altas fiestas
Las Yamim Noraim ("Días terribles") son las altas fiestas:
- Rosh Hashaná marca el comienzo del nuevo año judío. Es el día en que el Señor juzga a cada persona según sus hechos, individualmente y sin necesidad de intermediarios, para revisar su conducta e inducir al arrepentimiento y a la corrección. El término "Rosh Hashaná" (comienzo del año) es rabínico, al igual que los principales temas de la conmemoración: el arrepentimiento, la preparación para el día del Juicio Divino y la oración por un año fructífero. El festival, de dos días de duración, cae los días 1 y 2 del mes de Tishrei, en el calendario judío.

- Yom Kipur es la conmemoración judía del Día de la Expiación, el perdón y el arrepentimiento de corazón o de un arrepentimiento sincero. Son diez días de arrepentimiento.

## Las tres fiestas de peregrinaje
Las tres fiestas de peregrinaje son las Shelóshet Ha'regalim ("Los tres peregrinajes"):
- Sucot ("Fiesta de las cabañas, de las tiendas o de los tabernáculos"), del 15 al 21 de Tishrei.

Sucot concluye con el Shemini Atzeret ("El octavo día de la asamblea"; 22 de Tishrei) y la Simjat Torá ("Regocijándose con la Torá"; 23 de Tishrei). Al Shemini Atzeret se lo suele considerar como una fiesta adicional a Sucot, aunque en realidad sea una festividad totalmente distinta, consagrada a que el fiel manifieste su alegría por compartir su vida con el Señor; mientras que la Simjat Torá sería una celebración con una mucho mayor carga litúrgica, al concluirse en dicho día la lectura de todo el rollo de la Torá en las sinagogas, teniéndose que recomenzar por consiguiente la misma a partir de entonces.
- Pésaj ("Pascua"), del 15 al 22 de Nisán.

En el calendario gregoriano de 2010, el comienzo correspondería con la aparición de las tres primeras estrellas que se vean en el atardecer del lunes 29 de marzo.
- Shavuot ("Fiesta de las Semanas"), el 6 de Siván.

## Festividades que no aparecen en la Torá
- Hanuka ("Fiesta de las Luminarias"), del 25 de Kislev al 2 (o 3) de Tevet.
- Tu Bishvat ("Año nuevo de los árboles"), el 15 de Shevat.
- Purim ("Fiesta de las Suertes"), el 14 de Adar.
- Lag Ba'ómer ("Día trigésimo tercero del Ómer"), el 18 de Iyar.
- Tu Be'av ("Día del Amor"), el 15 de Av.

## Días de ayuno
- Tsom Guedaliá ("Ayuno de Guedaliá"), el 3 de Tishrei.
- Tsom asará betevet ("Ayuno del 10 de Tevet"), el 10 de Tevet.
- Ta'anit Ester ("Ayuno de Ester"), el 13 de Adar.
- Tsom shiv'á asar betamuz ("Ayuno del 17 de Tamuz"), el 17 de Tamuz.
- Tsom tish'á be'av ("Ayuno del 9 de Av"), el 9 de Av.
- Ta'anit Bejor ("Ayuno de los primogénitos"), generalmente el 14 de Nisán.

## Fiestas nacionales israelíes/judías y días de conmemoración
Como regla general, las festividades judías bíblicas (Shabat, Rosh Hashaná, Yom Kipur, Pesaj, Shavuot, Sucot y Purim) se observan como días festivos en Israel. Janucá es un feriado escolar, pero los negocios permanecen abiertos. En Tisha B'Av, los restaurantes y lugares de entretenimiento están cerrados. Otras festividades judías enumeradas anteriormente se observan de diversas maneras y en diversos grados.
Entre la creación del Estado de Israel en 1948 y las secuelas de la Guerra de los Seis Días, la Knesset, generalmente en consulta con el Gran Rabinato de Israel, estableció cuatro feriados nacionales o días de conmemoración:
- Yom Hashoá, día de duelo por las víctimas del Holocausto, el 27 de Nisán.
- Yom Hazikarón, día de duelo por los caídos en las guerras, el 4 de Iyar.
- Yom Ha'atzmaut, día de la independencia del Estado de Israel, el 5 de Iyar.
- Yom Yerushalayim, día de la reunificación de Jerusalén, el 28 de Iyar.

El estatus de estos días como eventos religiosos no es uniforme dentro del mundo judío. Los movimientos religiosos no ortodoxos, sionistas religiosos y judíos ortodoxos modernos aceptan estos días como de naturaleza religiosa y nacional.
Como regla general, estos cuatro días no son aceptados como observancias religiosas por la mayoría de los judíos jaredim, incluidos los jasidim. Algunos jaredim se oponen a la existencia del Estado de Israel por motivos religiosos; otros simplemente sienten que no hay motivos suficientes bajo la ley judía para justificar el establecimiento de nuevas festividades religiosas. Para más detalles, véase Jaredíes y sionismo.
La observancia de estos días en las comunidades judías fuera de Israel suele ser más silenciosa que su observancia en Israel. Los eventos que se llevan a cabo en lugares gubernamentales y públicos dentro de Israel a menudo se llevan a cabo en entornos comunitarios judíos (sinagogas y centros comunitarios) en el extranjero.
Más recientemente, la Knesset estableció dos feriados adicionales:
- Yom HaAliya: Día de la Aliá
- Un día para conmemorar la expulsión de judíos de tierras árabes e Irán.

Finalmente, el gobierno israelí también reconoce varias celebraciones judías étnicas con estatus de feriados.

### Yom Hashoá — Día de Conmemoración del Holocausto

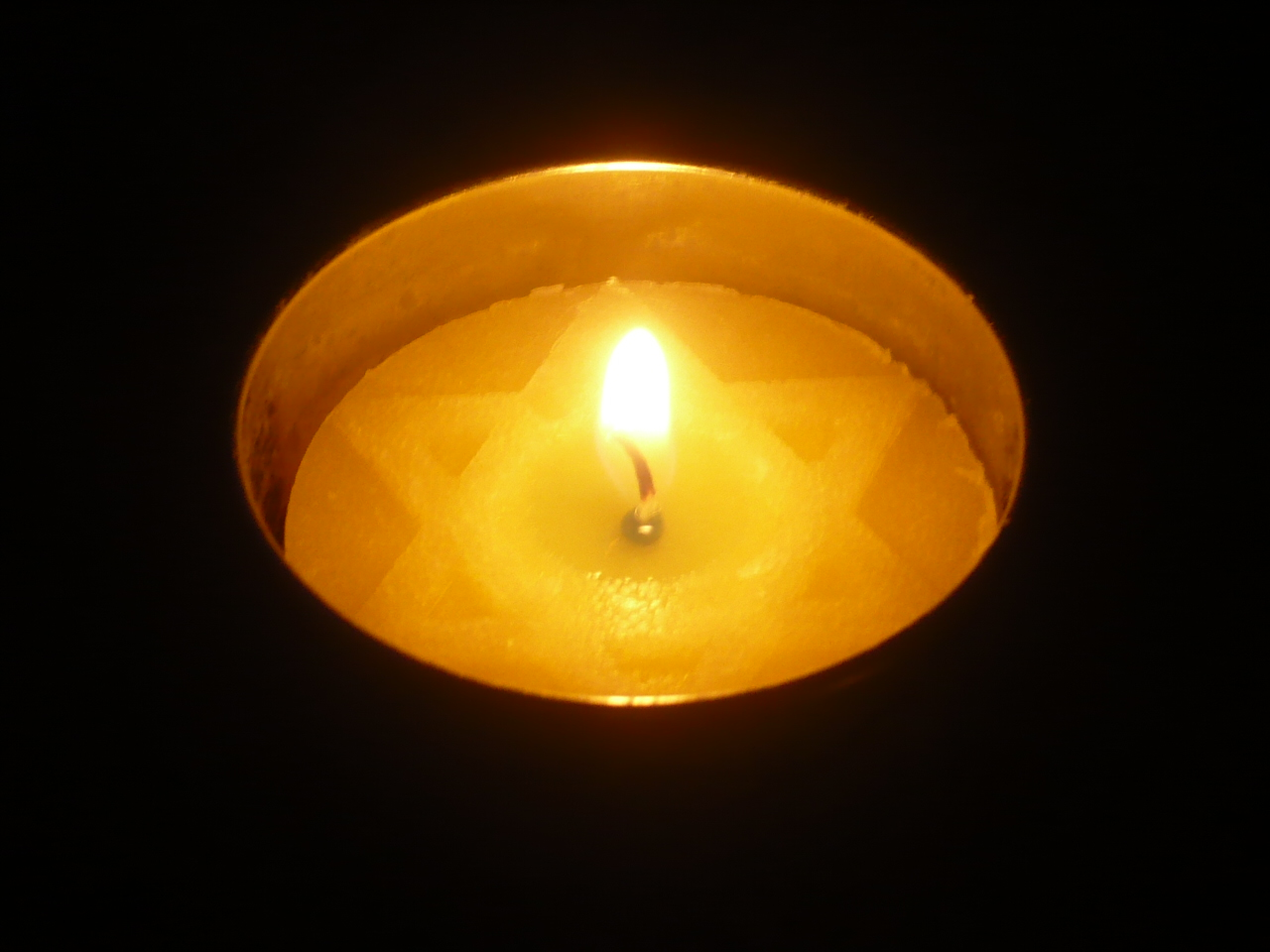
Una vela amarilla de Yom Hashoa encendida.

- Yom HaShoah : (nominalmente) 27 de Nisán

Yom Hashoá (lit. "Día del Holocausto") es un día de recuerdo de las víctimas del Holocausto. Su nombre completo es Yom Hazikaron LaShoa v'LiGevura (lit. "Día del Recuerdo del Holocausto y el Heroísmo") (יום הזכרון לשואה ולגבורה) y refleja el deseo de reconocer a los mártires que murieron en la resistencia activa a los nazis junto a los que murieron como víctimas pasivas. Se eligió su fecha, el 27 de Nisán, porque conmemora el levantamiento del gueto de Varsovia, el más conocido de los levantamientos judíos armados.
Los lugares de entretenimiento público están cerrados en todo Israel en reconocimiento del día. La conmemoración pública de Yom HaShoah generalmente incluye elementos religiosos como la recitación de Salmos, oraciones conmemorativas y kadish, y el encendido de velas conmemorativas. En Israel, las celebraciones más notables son la ceremonia estatal conmemorativa en Yad Vashem y las sirenas que marcan un silencio de dos minutos a las 10:00 a. m. Los judíos religiosos sionistas y ortodoxos modernos generalmente participan en tales celebraciones públicas junto con judíos seculares y judíos que se adhieren a movimientos religiosos más liberales. Fuera de Israel, las comunidades judías observan Yom HaShoa además o en lugar de los Días de Conmemoración del Holocausto de sus países. Probablemente la conmemoración más notable es la Marcha de los Vivos, celebrada en el sitio de Auschwitz-Birkenau, a la que asisten judíos de todas partes del mundo.
Fuera de la ortodoxia, comienza a desarrollarse una liturgia para Yom HaShoa. Los libros de oración conservadores, reformistas y reconstruccionistas incluyen elementos litúrgicos para Yom HaShoa, que se agregarán a las oraciones regulares de los días de semana. El judaísmo conservador ha escrito un rollo, llamado Megilat HaShoa, destinado a convertirse en una lectura litúrgica definitiva para Yom Hashoa. El mundo ortodoxo, incluso el segmento que participa públicamente en Yom HaShoa, se ha mostrado reacio a escribir una liturgia para el día, prefiriendo componer Kinnot (oraciones de lamentación) para recitar en Tisha B'Av.
Para garantizar que las ceremonias públicas de Yom Hashoa en Israel no violen las prohibiciones de Shabat, la fecha de Yom HaShoa varía de la siguiente manera:
- Si el 27 de Nisan ocurre un viernes, la observancia de Yom Hashoa se adelanta al día anterior (jueves, 26 de Nisan).
- Si el 27 de Nisan ocurre en domingo, la observancia de Yom Hashoa se retrasa hasta el día siguiente (lunes, 28 de Nisan).

### Yom Hazikaron — Día de los Caídos

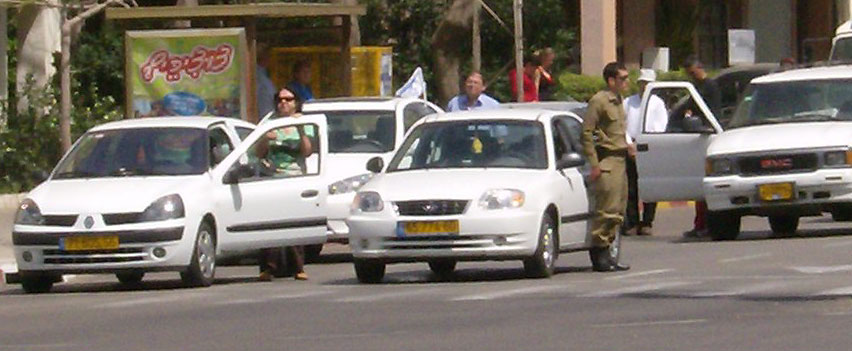
Un Minuto de silencio mientras suena la sirena en Tel Aviv, Yom Hazikaron 2007.

- Yom Hazikarón : (nominalmente) 4 de Iyar

Yom Hazikaron (lit. "Día de conmemoración") es un día de recuerdo de los caídos en las guerras de Israel. Durante los primeros años de la independencia de Israel, este recuerdo se observaba en Yom Ha'atzmaut (Día de la Independencia). Sin embargo, en 1951, la celebración conmemorativa se separó de la celebración festiva del Día de la Independencia y se trasladó a su fecha actual, el día anterior a Yom Ha'atzmaut. Desde el año 2000, el alcance de la conmemoración se ha ampliado para incluir a civiles asesinados por actos de terrorismo. Su nombre completo ahora es יום הזכרון לחללי מערכות ישראל ולנפגעי פעולות האיבה ("Día del Recuerdo de los Caídos de las Batallas de Israel y las Víctimas del Terror").
Los lugares de entretenimiento público están cerrados en todo Israel en reconocimiento del día. Muchas escuelas, empresas y otras instituciones realizan servicios conmemorativos en este día, y es costumbre visitar las tumbas de los soldados caídos y recitar oraciones conmemorativas allí. Las principales celebraciones públicas son la ceremonia vespertina de apertura en el Muro de los Lamentos y los servicios matutinos de conmemoración en los cementerios militares de todo el país, cada uno iniciado por el sonido de las sirenas. Las celebraciones públicas concluyen con el servicio en el cementerio militar en el Monte Herzl que sirve como transición a Yom Ha'atzmaut.
Fuera de Israel, las celebraciones de Yom Hazikaron a menudo se incorporan a las celebraciones de Yom Ha'atzmaut. Dentro de Israel, Yom Hazikaron siempre es el día anterior a Yom Ha'atzmaut, pero esa fecha se mueve para evitar la violación de las prohibiciones del Shabat durante las ceremonias de cualquier día. Ver la siguiente sección para más detalles.

### Yom Ha'atzmaut — Día de la Independencia de Israel

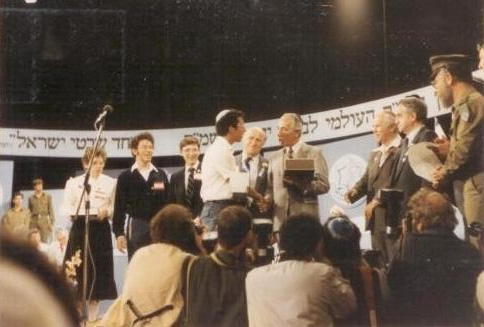
La ronda final del Concurso Bíblico Internacional (aquí en 1985) se lleva a cabo en Yom Ha'atzmaut

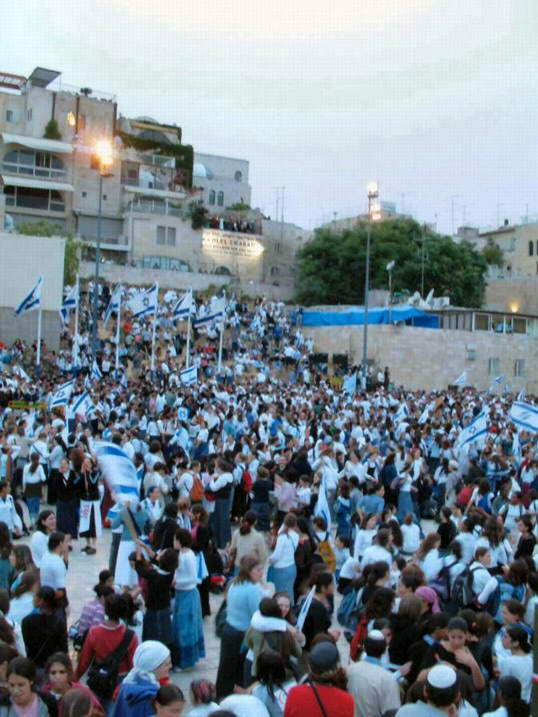
Celebraciones de Yom Yerushalayim.

- Yom Ha'atzmaut : (nominalmente) 5 Iyar

Yom Ha'atzmaut (יום העצמאות) es el Día de la Independencia de Israel. La observancia de este día por los judíos dentro y fuera de Israel está muy extendida, y varía el tono desde secular (desfiles militares y barbacoas) a religioso (recitación de Hallel y nuevas liturgias).
Aunque la independencia de Israel se declaró un viernes, el Gran Rabinato ha sido consciente durante mucho tiempo de la posibilidad de que las celebraciones de Yom Ha'atzmaut (y Yom Hazikaron) conduzcan a la violación de las prohibiciones del Shabat. Para evitar tales violaciones, las fechas de Yom Hazikaron y Yom Ha'atzmaut varían de la siguiente manera:
- Si 4-5 de Iyar ocurren en un domingo-lunes, las celebraciones se retrasan al lunes-martes, 5-6 de Iyar.
- Si 4–5 de Iyar ocurren de martes a miércoles, las celebraciones no se mueven.
- Si 4-5 de Iyar ocurren en un jueves-viernes, las celebraciones se adelantan al miércoles-jueves, 3-4 de Iyar.
- Si 4-5 de Iyar ocurren en un viernes-Shabat, las celebraciones se adelantan al miércoles-jueves, 2-3 de Iyar.

Casi todas las comunidades religiosas judías no jaredíes han incorporado cambios o mejoras a la liturgia en honor a Yom Ha'atzmaut y han suspendido las prácticas de duelo del período de Sefirat Ha'Omer . (Ver Yom Ha'atzmaut — Costumbres religiosas para más detalles.) Dentro de las comunidades religiosas sionistas y ortodoxas modernas, estos cambios no están exentos de controversia y las costumbres continúan evolucionando.
La observancia religiosa jaredi de Yom Ha'atzmaut varía ampliamente. Algunos jaredim (especialmente los Jaredim sefardíes) celebran el día de una manera razonablemente similar a la forma en que lo hacen los no jaredim. La mayoría de los jaredim simplemente tratan el día con indiferencia; es decir, como un día normal. Y, finalmente, otros (en particular, Satmar Ḥasidim y Neturei Karta) lloran ese día debido a su oposición a la creación del Estado de Israel.

### Yom Yerushalayim — Día de Jerusalén
- Yom Yerushalayim : 28 Iyar

Día de Jerusalén (יום ירושלים) señala la reunificación de Jerusalén en 1967 bajo control israelí durante la Guerra de los Seis Días. Esto marcó la primera vez en 19 años que el Monte del Templo fue accesible a los judíos, y la primera vez desde la destrucción del Segundo Templo 1897 años antes cuando el Monte del Templo estuvo bajo control político judío.
Al igual que con Yom Ha'atzmaut, las celebraciones de Yom Yerushalayim van desde completamente seculares (incluyendo caminatas a Jerusalén y un gran desfile por el centro de Jerusalén) hasta religiosas (recitación de Hallel y nuevas liturgias). Aunque los jaredim no participan en los cambios litúrgicos, es algo más probable que celebren Yom Yerushalayim que las otras festividades israelíes modernas debido a la importancia de la liberación del Muro Occidental y la Ciudad vieja de Jerusalén.
Fuera de Israel, la observancia de Yom Yerushalayim está muy extendida, especialmente en los círculos ortodoxos. No ha ganado una aceptación tan generalizada como Yom Ha'atzmaut, especialmente entre los judíos políticamente más liberales, debido a los continuos conflictos sobre el futuro de la ciudad.
Yom Yerushalayim tradicionalmente no se ha movido para evitar la profanación del Shabat, aunque en 2012 el Gran Rabinato comenzó algunos esfuerzos en esa dirección.

### Yom Ha'aliya — Día de la Aliá
- Yom HaAliya : 10 de Nisán

Día de la Aliá (יום העלייה) es una fiesta nacional israelí que se celebra anualmente el diez de Nisán. El día se estableció para reconocer la Aliya, la inmigración al estado judío, como un valor central del Estado de Israel, y honrar las contribuciones continuas de los Olim (inmigrantes) a la sociedad israelí.
La inmigración a Israel es un valor religioso reconocido del judaísmo, a veces denominado el Encuentro de Israel. La fecha elegida para Yom Ha'aliya, el 10 de Nisán, tiene un significado religioso: es el día en que Josué y los israelitas cruzaron el río Jordán en Gilgal hacia la Tierra Prometida. Fue así la primera "Aliya masiva" documentada. La fecha alternativa observada en el sistema escolar, 7 de Jeshván, cae durante la semana de la parte de la Torá en la que Elohim instruye a Abraham para que deje su hogar y su familia y suba a la Tierra de Israel.
En la actualidad, la observancia de este día parece ser de naturaleza secular.

### Día para conmemorar la expulsión de judíos de tierras árabes e Irán
- Día para conmemorar la salida y expulsión de judíos de los países árabes e Irán : 30 de noviembre (en el calendario gregoriano).

La Knesset estableció esta observancia en 2014. El propósito de esta celebración es reconocer el trauma colectivo de los judíos Mizrajim durante el período en torno al establecimiento del Estado de Israel. Muchos judíos Mizrajim sintieron que su propio sufrimiento estaba siendo ignorado, tanto en comparación con el sufrimiento de los judíos europeos durante el Holocausto. La fecha del calendario gregoriano elegida es el día posterior a la adopción del Plan de Partición de las Naciones Unidas, ya que esa fecha marcó el comienzo de la presión concentrada y la hostilidad contra la comunidad.

### Fiestas étnicas
El gobierno israelí reconoce oficialmente tres días festivos tradicionales de las comunidades judías étnicas en Israel. Estos días también son observados por sus respectivas comunidades fuera de Israel.
- Mimuna comenzó como una festividad entre los judíos marroquíes, mientras que también existen celebraciones similares entre los judíos turcos y los judíos persas.[19] Estos festivales se observan el día posterior de Pesaj, cuando se reanuda el consumo de alimentos ordinarios ("jametz"). En Israel, la observancia de Mimuna se ha extendido ampliamente en los últimos años; se ha estimado que hasta dos millones de judíos que viven en Israel ahora participan en las celebraciones de Mimuna.[20]

En la noche que concluye Pesaj, la celebración se centra en visitar las casas de amigos y vecinos, judíos y no judíos. Se sirve una variedad de comidas tradicionales y se exhiben de manera prominente símbolos que representan la buena suerte y la prosperidad. Al día siguiente, las barbacoas y los picnics están entre las actividades más extendidas de la celebración.
- El Seharane fue celebrado por los judíos kurdos como un festival natural de varios días que comenzaba el día después de Pesaj. Las comunidades salían de sus aldeas y acampaban durante varios días, celebrando comiendo y bebiendo, caminatas por la naturaleza, cantando y bailando.

Su observancia fue interrumpida luego de la reubicación de esta comunidad en Israel en la década de 1950. En los últimos años se ha reactivado. Pero debido a la ya generalizada celebración de Mimuna en Israel, la celebración del Seharane se trasladó a Jol HaMoed Sucot.
- El Sigd comenzó entre la comunidad Beta Israel (etíope ) como una variación de la observancia de Yom Kipur. Actualmente esa comunidad ahora lo observa además de Yom Kipur; su fecha es el 29 de Heshvan, 49 días después de Yom Kipur. Comparte algunas características de Yom Kipur, Shavuot y otras festividades.[23]

El Sigd sigue el modelo de una ceremonia de ayuno, estudio y oración descrita en Nehemías 8, cuando los judíos volvieron a dedicarse a la observancia religiosa al regresar a Israel después del exilio en Babilonia. En Etiopía, la comunidad se reunía en la cima de una montaña y rezaba por el regreso a Jerusalén. El Sigd moderno se centra en un paseo con vistas a la Ciudad Vieja de Jerusalén. La observancia del día termina con un ayuno de celebración.